# ASURAシステム
ASURAシステム（アシュラシステム）は、コスモエンジニアリング（現クラウドゲート）によって発表されたテーブルトークRPGの汎用ルール。
コスモエンジニアリングおよびテラネッツからASURAシステムを使用した作品が複数発売されている。

## 概要
ASURAとは、「All（全ての）Story（物語）Update（更新する）Roleplay（役割を演じる）Assister（支援装置）」の略である。システムデザインは冴島鋭士がメインになって行われた。
世界観の表現ではなく、キャラクターの行動（アクション）の表現に特化してシステムが構築されており、「一般的な人間をPCにする限りはあらゆるワールドに対応するシステム」を自称している。
負傷に関するルールが特徴的であり、負傷を従来のヒットポイントではなく、カスリ傷、軽傷、中傷、重傷、瀕死、死亡の段階で分けられた「負傷ランク」で管理をする。これにより、攻撃によるダメージがキャラクターごとにカスリ傷程度であったり致命傷であったりとキャラクターごとの頑強さがヴィジュアル的にイメージしやすくなり、戦闘におけるキャラクター表現のバリエーションを大きく広げる助けになっている。
どさイベでのスタッフとの夜話によると、幼稚園児のケンカとガンファイトを同一ルール下で処理する為に考案されたとのこと。汎用性を目指す本システムらしいエピソードである。
なお、これと同じような負傷ルールが天羅万象やその後継のシステムであるエンゼルギアなどでも取り入れられているが、これは天羅万象の原型が、ASURAシステムを使った自作ゲームだったためである。
また距離と時間のカプセル化（ＹＳスケール）が行われているのも特徴的であり、移動力１が１ｋｍ/ｈになるように作られているため、レシプロ戦闘機とスーパーロボットとドラゴンの戦闘や、騎士と自転車とダチョウのロードレースなどがヘクス上で再現しやすくなっている。

## ASURAシステムを搭載したゲーム
多くは、コスモエンジニアリング／テラネッツのプレイバイメール、プレイバイウェブと同じ世界を舞台にしている。

### 阿修羅Fantasy
ファンタジー世界を舞台にしたシリーズ。地球のパラレルワールドになっていて、地球の歴史的国家のパロディが多数登場するのが特徴
- 阿修羅fantasy　（基本ルールブック）
- 阿修羅fantasy　マスタースクリーン
- 阿修羅fantasy　サプリメント2“DoEvils”
- 阿修羅fantasy　エキスパートセット「十字軍遠征」
- アシュラファンタジーTRPG　（テラネッツより販売された第二版）

### 退魔戦記
現代伝奇ものを扱ったシリーズ。
- 退魔戦記　（基本ルールブック）
- 退魔戦記　マスタースクリーン
- 退魔戦記　エキスパートセット「十二魔将」
- 退魔戦記　サプリメント4オネスティー
- 真退魔戦記TRPG　（テラネッツより販売された第二版）

### ギャラクティック・アーク
宇宙SFものを扱ったシリーズ。
- 銀河開拓史　ギャラクティックアーク　（基本ルールブック）

### サイコマスターズ2065
近未来SFを扱ったシリーズ。
- サイコマスターズ2065　（基本ルールブック）

### 探偵物語
探偵ドラマを扱ったシリーズ。本格推理ものというよりかは、タイトルの「探偵物語」のように「人情家な探偵が街の事件を解決する」という系統の再現を目指した。
- 探偵物語　ディテクティブストーリー　（基本ルールブック）

### ファットマン
プロレスを扱ったシリーズ。若干アレンジされた「ASURAイージー」を使用。
- ファットマン (Fatman)　（基本ルールブック）

## 企画のみ存在したシリーズ
- 影技TRPG
  - 岡田芽武の格闘ファンタジーコミック『影技（シャドウスキル）』を原作にしたTRPG。ASURAシステムを搭載して発売予定だったが諸事情により発売されることはなかった。ASURAシステムを用いた「影技TRPG」なるものが一時期作者の公式サイトで発表されていたが、これはそのときの企画の流用だと思われる。